# Макарова (Тюменская область)
Макарова — деревня в Ишимском районе Тюменской области России. Входит в состав Равнецкого сельского поселения.

## География
Деревня находится в 22 км к востоку от Ишима и в 285 км к юго-востоку от Тюмени. Расположена на левом берегу реки Убьенной, протекающей в левобережной пойме реки Ишим.
Улицы
Береговая, Васильева, Имени Александра Бушуева.
Одна названа в честь генерала Л. И. Васильева — Героя Советского Союза, другая — А. А. Бушуева — кавалера ордена Мужества (посмертно). Свое современное название улица Новая получила в 2002 году.

## Население
| 2010 |
| ---- |
| 191  |

## Транспорт
Автобусное сообщение (на 1 июня 2021). Автобус 113 по маршруту Автовокзал «Ишим» — Кошкарагай проезжает остановку «Макарова».